# Elecciones presidenciales de Estados Unidos de 2024 en Massachusetts
Las elecciones presidenciales de Estados Unidos de 2024 en Massachusetts se llevaron a cabo el 5 de noviembre de 2024, como parte de las elecciones presidenciales de Estados Unidos de 2024. Los votantes de Massachusetts elegirán a los once electores que los representarán en el Colegio Electoral mediante votación popular.
Massachusetts, un estado de Nueva Inglaterra, había sido un estado de tendencia demócrata desde 1928 y un bastión demócrata desde 1960, y todavía se considera un estado profundamente azul en la actualidad. Los demócratas han derrotado consistentemente a los republicanos por amplios márgenes en Massachusetts desde 1996.

## Resultados

### Generales
| Partido       | Partido                 | Candidato          | Votos | %   |
| ------------- | ----------------------- | ------------------ | ----- | --- |
|               | Demócrata               | Kamala Harris      |       |     |
|               | Republicano             | Donald Trump       |       |     |
|               | Libertario              | Chase Oliver       |       |     |
|               | Arcoíris Verde          | Jill Stein         |       |     |
|               | Socialismo y Liberación | Claudia De la Cruz |       |     |
|               | Independiente           | Shiva Ayyadurai    |       |     |
| Escritos      |                         |                    |       |     |
|               |                         |                    |       |     |
| Total         | Total                   | Total              |       | 100 |
| Participación |                         |                    |       |     |
| Registrados   |                         |                    |       |     |
|               |                         |                    |       |     |
| Fuente:       |                         |                    |       |     |

### Por condado
|            | Harris Demócrata | Harris Demócrata | Trump Republicano | Trump Republicano | Total | Margen | Margen |
| Condado    | Votos            | %                | Votos             | %                 | Total | Votos  | %      |
| ---------- | ---------------- | ---------------- | ----------------- | ----------------- | ----- | ------ | ------ |
| Barnstable |                  |                  |                   |                   |       |        |        |
| Berkshire  |                  |                  |                   |                   |       |        |        |
| Bristol    |                  |                  |                   |                   |       |        |        |
| Dukes      |                  |                  |                   |                   |       |        |        |
| Essex      |                  |                  |                   |                   |       |        |        |
| Franklin   |                  |                  |                   |                   |       |        |        |
| Hampden    |                  |                  |                   |                   |       |        |        |
| Hampshire  |                  |                  |                   |                   |       |        |        |
| Middlesex  |                  |                  |                   |                   |       |        |        |
| Nantucket  |                  |                  |                   |                   |       |        |        |
| Norfolk    |                  |                  |                   |                   |       |        |        |
| Plymouth   |                  |                  |                   |                   |       |        |        |
| Suffolk    |                  |                  |                   |                   |       |        |        |
| Worcester  |                  |                  |                   |                   |       |        |        |